# Excursion dans la lune
Excursion dans la lune, també titulada Voyage dans la lune i Nouveau voyage dans la lune, és una pel·lícula muda del 1909, cmb guió i direcció de Segundo de Chomón. Acolorida a mà, aquesta pel·lícula és una adaptació de la reeixida Le Voyage dans la Lune (1902) de Georges Méliès, amb algunes escenes addicionals.

## Argument

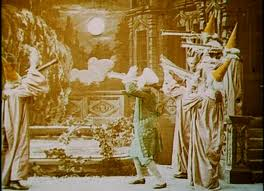
Fotograma de la pel·lícula: observació de la Lluna.

Un grup d'astrònoms discuteix la possibilitat de realitzar una expedició a la lluna. Fan construir un coet-bala, que és disparat a la boca del satèl·lit amb un canó. Quan arriben aquí, els terrícoles, dormen una migdiada, però una nevada els desperta i entren en un cràter, i arriben així a una zona amb bolets gegantins. Les habitants de la lluna els porten davant el seu rei, qui, en un acte de bondat i benvinguda, fa que les seves dones ballin per als terrícoles, però un d'ells escapa amb una noia. El rei treu foc pels queixals, però els visitants ràpidament s'embarquen en el coet i es llancen des d'un penya-segat de retorn a la Terra amb la noia, i són rebuts pels seus amics astrònoms.

## Crítiques
Aquest film correspon al període de Chomón a la casa Pathé Frères, on editava pel·lícules de temàtica imaginativa a l'estil de George Méliès. De fet, Excursion dans la lune és vista com una nova versió de Le Voyage dans la Lune de 1902 d'aquest pioner francès. A més, perquè la còpia és gairebé mil·limètrica.
Chomón fa ús d'una sèrie de personatges extravagants i, com en el curt de Georges Méliès, se'ls construeix una bala que és llançada cap a la lluna; només que, en aquesta ocasió, el projectil no és llançat al seu ull, sinó que entra en la seva boca, empassant-l'hi. Els personatges viuen unes poques incidències fins a ser atrapats pels selenites. El retorn a la Terra està efectuat d'igual manera que en el curt referit.